# (33363) 1999 BO4
1999 BO4 (asteroide 33363) é um asteroide da cintura principal. Possui uma excentricidade de 0.22800970 e uma inclinação de 13.35584º.
Este asteroide foi descoberto no dia 19 de janeiro de 1999 por ODAS em Caussols.